# Edith van Dijk
Edith van Dijk, née le 6 avril 1973 à Haastrecht, est une nageuse néerlandaise spécialiste de la nage en eau libre.
Elle a conquis six titres mondiaux durant sa carrière, dont deux en 2005, ce qui lui a valu d'être nommée sportive néerlandaise de l'année. En 2008, elle est revenue à la compétition pour participer aux Jeux olympiques de Pékin dans l'épreuve du 10 km en eau libre, qu'elle a terminé quatorzième.

## Palmarès

### Championnats du monde

#### En grand bassin
- Championnats du monde 1998 :
  -  Médaille d'argent du 5 km
  -  Médaille de bronze du 25 km
- Championnats du monde 2000 : 
  -  Médaille d'or du 10 km
  -  Médaille d'or du 25 km
- Championnats du monde 2001 :
  -  Médaille d'argent du 25 km
  -  Médaille de bronze du 10 km
- Championnats du monde 2002 : 
  -  Médaille d'or du 25 km
  -  Médaille d'argent du 5 km
- Championnats du monde 2003 :
  -  Médaille d'or du 25 km
  -  Médaille de bronze du 10 km
- Championnats du monde 2004 : 
  -  Médaille d'argent du 25 km
- Championnats du monde 2005 : 
  -  Médaille d'or du 10 km
  -  Médaille d'or du 25 km
  -  Médaille de bronze du 5 km
- Championnats du monde 2008 : 
  -  Médaille d'argent du 25 km

### Championnats d'Europe
- Championnats d'Europe 1995 :
  -  Médaille d'argent du 25 km
- Championnats d'Europe 2000 : 
  -  Médaille d'argent du 25 km
- Championnats d'Europe 2002 :
  -  Médaille d'or du 10 km
  -  Médaille d'or du 25 km